# Hymenostegia
Hymenostegia é um género botânico pertencente à família Fabaceae.
Contém as seguintes espécies:
- Hymenostegia aubrevillei
- Hymenostegia bakeriana
- Hymenostegia gracilipes
- Hymenostegia talbotii

1. ↑  «Hymenostegia — World Flora Online». www.worldfloraonline.org. Consultado em 19 de agosto de 2020